# Eskoriatza

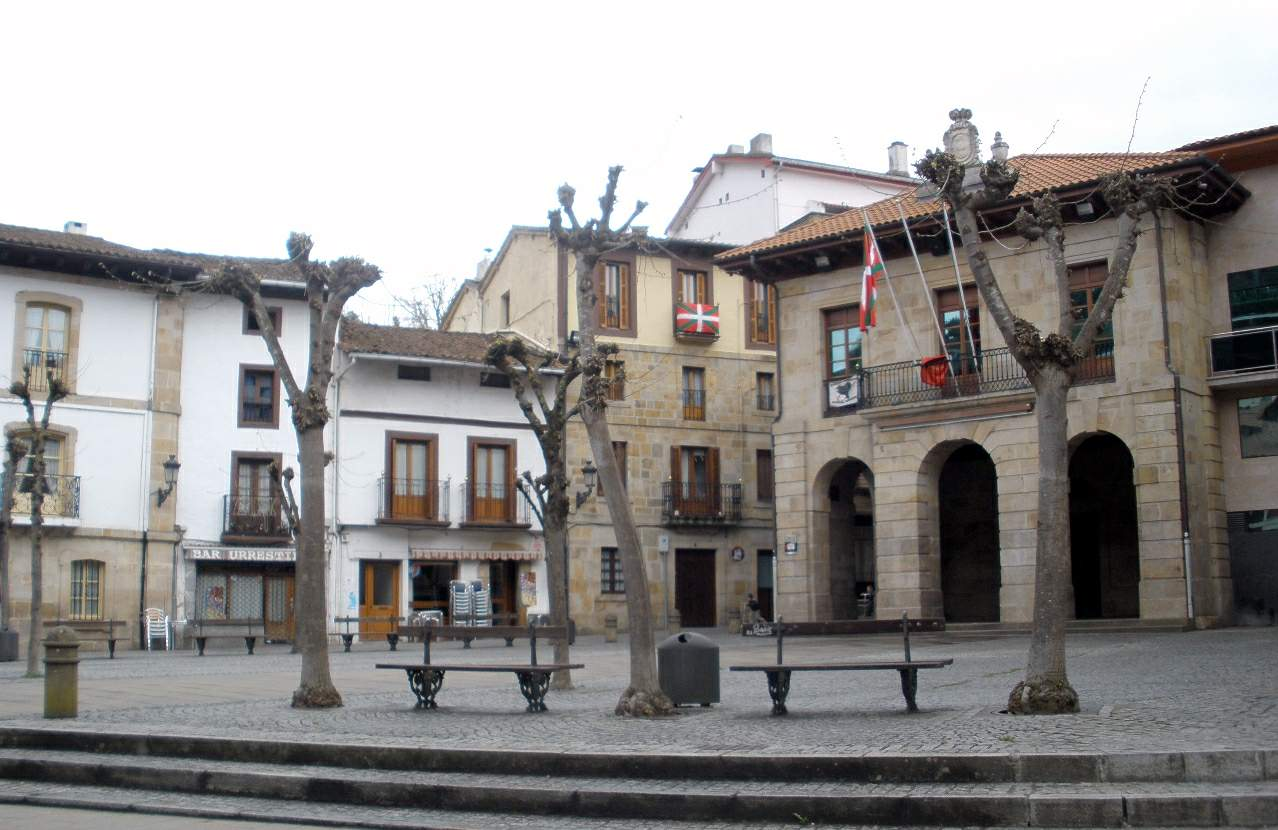

Eskoriatza (tiếng Tây Ban Nha: Escoriaza) là một đô thị trong tỉnh Guipúzcoa thuộc cộng đồng tự trị Xứ Basque, Tây Ban Nha.